# JS Izumo
JS Izumo (DDH-183) (яп. いずも, «Ідзумо» — за назвою провінції Ідзумо) — новітній (2013) японський ескадрений міноносець-вертольотоносець типу «Ідзумо». Найбільший японський військовий корабель після Другої світової війни.
У 2020 році Японія розпочала модернізацію головного вертольотоносця класу «Ідзумо», в результаті якої він буде перетворений на легкий авіаносець і зможе нести на борту винищувачі F-35B з укороченим зльотом і вертикальною посадкою.
Роботи проводяться на верфі компанії Isogo в місті Йокогама. Модернізація запланована в два етапи, що збігаються зі строками проведення планового капремонту, який проводяться щоп'ять років. Тобто остаточне переобладнання «Ідзумо» для розміщення F-35B відбудеться не раніше 2025 року, і лише після цього корабель пройде випробування в якості легкого авіаносця.
Уряд Японії ще в 2018 році затвердив програму розвитку ВМС країни, яка передбачає модернізацію одного з вертольотоносців в авіаносець. На озброєнні Морських сил самооборони Японії перебуває чотири вертольотоносця: два класу «Ідзумо» і два класу «Хюґа».

## Характеристики
Корабель є легким авіаносцем, третім але видозміненим в серії після «Hyuga» (проект DDH-181). Заявлено, що він є родоначальником серії авіаносців нового Izumo-класу.
Корабель може також транспортувати до 400 морських піхотинців-десантників та 50 3,5-тонних вантажівок.
Китайські військові наглядачі називають корабель «важким вертольотоносцем» і вважають, що на ньому можуть бути розгорнуті не тільки гелікоптери, але і імпортовані з США літаки F-35.

## Виноски
1. ↑  Японія перетворює вертольотоносець «Ідзумо» на авіаносець. Архів оригіналу за 7 липня 2020. Процитовано 7 липня 2020.
2. ↑  german.china.org: Japan: Schwerer Hubschrauberträger «Izumo» der 22DDH [Архівовано 10 серпня 2013 у Wayback Machine.](нім.)

## Інші суда з назвою «Izumo»
- Izumo (яп. 出雲) — крейсер японських ВМС (роки служби 1900—1945)
- Izumo — контейнеровоз (1997, IMO: 9137569, дедвейт 24382 т.)
- Izumo — вантажне судно Ro-Lo класу (2007, IMO: 9414967, дедвейт 20149 т.)
- Izumo Princess — танкер (2007, IMO: 9330472, дедвейт 105374 т.)